# Diapoma alburnum
Diapoma alburnum es una pequeña especie de pez de agua dulce del género Diapoma de la familia Characidae. Se distribuye en el sudeste de Sudamérica.

## Distribución y hábitat
Vive en zonas de clima subtropical a templado en la ecorregión de agua dulce laguna de los Patos, en el este del estado de Río Grande del Sur del sur del Brasil y el este del Uruguay, así como en el nordeste de la Argentina, en cuencas fluviales correspondientes a la ecorregión de agua dulce Uruguay inferior las que drenan al río homónimo.
Habita en distintos cuerpos de agua dulce que pertenecen a grandes ríos, lagos y albuferas, como la laguna de los Patos, las cuales fluyen hacia el océano Atlántico.

## Taxonomía
Esta especie fue descrita originalmente en el año 1870 por el ictiólogo Reinhold Friedrich Hensel, bajo el nombre de Tetragonopterus alburnus. Posee un largo total de 7,4 cm.